# パパの育児手帳
『パパの育児手帳』（パパのいくじてちょう）は、1962年10月15日から1963年5月24日までTBS系列の平日13:00 - 13:15（JST。後の『(花王)愛の劇場』の枠。10月17日のみ日本シリーズ中継のため15:45 - 16:00）で放送された昼ドラである。全131回29話。明治乳業（現：株式会社 明治）の一社提供（シリーズ唯一）。

## 概要
『チャコちゃんシリーズ』の第1作。
安井昌二・小田切みき一家が出演したホームドラマ。次女・四方晴美の演技が受け、以後1968年の『チャコとケンちゃん』まで『チャコちゃんシリーズ』が放送された。

## 出演者
- 安井昌二
- 小田切みき
- 四方晴美
- 四方正美
- 初名美佐子
- 広瀬エミ子

ほか

## スタッフ
- 原作 - 高瀬広居
- 脚本 - 橋田寿賀子、田井洋子
- 演出 - 下村尭二、岩間鶴夫
- 音楽 - 松井八郎
- 制作 - TBS、NAC（国際放映）

## 主題歌
「いつでもパパと」
- 歌 - 芦野宏、四方晴美

## 参考資料
- テレビドラマデータベース